# TNMK

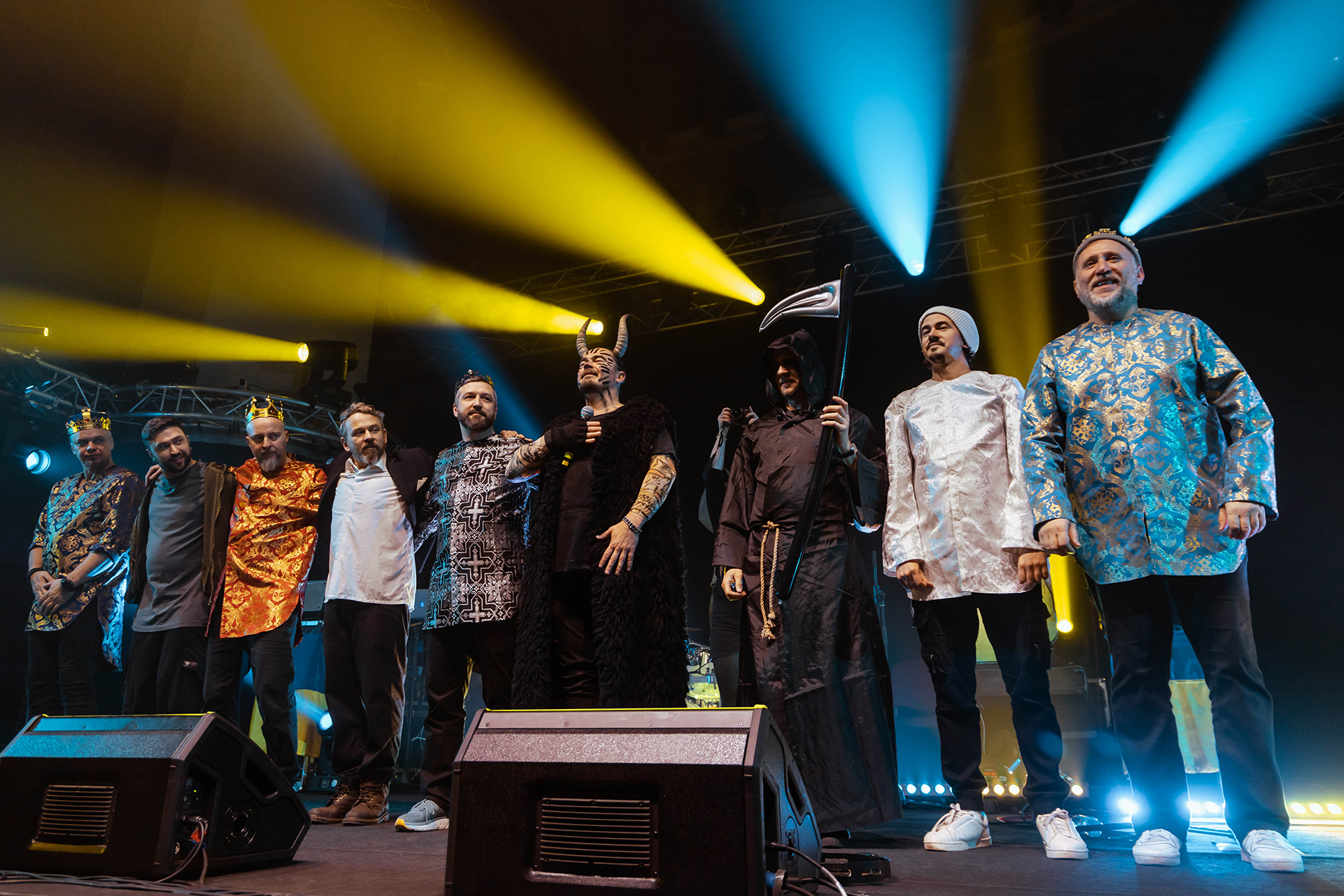
TNMK Nativity scene 2023 Poland

TNMK (ukrainien : Танок на Майдані Конґо) est un groupe de hip-hop ukrainien, originaire de Kharkiv. Composé de sept membres, le groupe TNMK est formé en 1989 par les rappeurs Fozzi et Kotya. Ils sont connus pour leurs paroles intelligentes, du bouche-à-oreilles ; ils mêlent le hip-hop à des éléments de rock, funk et jazz et jouent de vrais instruments sur leurs albums et pendant leurs performances, plutôt que l'usage de samples et d'une boite à rythmes. TNMK jouera à plusieurs festivals comme le Sziget Fest, Zakhid, Tavria Games, Chervona Ruta, Faine Misto et le Bandershtat.

## Biographie
Le groupe est formé dans un camp de travail le 14 juin 1989 par Oleksandr « Fozzi » Sydorenko et Kostiantyn « Kotia » Zhuikov, à l'origine sous le nom de Novye Doma (russe : Новые Дома) inspiré des quartiers de Kharkiv où les membres vivaient. Ils jouent à une petite cérémonie puis décident de devenir un groupe à plein temps le 1er septembre 1989.
TNMK released publie son premier album, Zroby meni hip-hop, en 1998. La chanson-titre devient un succès underground en Ukraine, mais c'est avec la sortie de Neformat en 2001 que le groupe se popularise au sein du grand public. Pozhezhi mista Vavilon, publié en 2004, possède un son plus dur, alors que Jazzy, publie la même année, est un album live enregistré avec un groupe jazz ukrainien appelé Skhid-Side, et comprend des chansons de TNMK réarrangée dans les veines funk et jazz. La même année, le groupe joue en France et enregistre la version française de certaines de leurs chansons. Leur album Syla est voté meilleur album de 2005 par le célèbre portail ukrainien music.com.ua. Leur album, ReFormatTsia vol.2 (2008), est une compilation de remixes de leurs chansons chantées par eux et d'autres chanteurs comme Oleh Skrypka, Mariya Burmaka, et GreatFruit. L'album comprend aussi un remix de la chanson Chervona Ruta avec Sofia Rotaru. 
En 2014 sort l'album Dzerkalo.

## Discographie

### Albums studio
- 1998 : Зроби мені хіп-хоп (Nova Records)
- 2001 : Нєформат (Volya muzyka)
- 2004 : Пожежі міста Вавілон (Astra Records)
- 2005 : Сила (Moon Records)
- 2010 : С.П.А.М. (Moon Records)
- 2014 : Дзеркало (Lavina Music)